# 红带坚螺
红带坚螺（学名：Camaena haematozona）为坚齿螺科坚螺属的动物，是中国的特有物种。分布于广东、广西等地，生活环境为陆地，常栖息于山区树林潮湿阴暗多腐殖质的草丛石堆里以及多石灰岩山地。